# Conflictul transnistrean din 2006
Conflictul transnistrean din 2006 a consituit o perioadă de deteriorare accentuată a relațiilor diplomatice dintre Republica Moldova și Ucraina, pe de-o parte și așa-zisa „Republică Moldovenească Nistreană” (RMN), susținută de Kremlin, în anul 2006.

## Context
Din februarie 1996 și până în 2001, a existat un acord între autoritățile moldovenești și transnistrene, prin care „republica” separatisă exporta și importa bunuri în regiune, nefiind supusă taxelor stabilite de autoritățile centrale, așa zisa RMN utilizând doar sigiliul vamal al Republicii Moldova pentru produsele sale, era, de asemenea, convenită și înființarea unor centre vamale comune cu RM, la granița cu Ucraina. Cu toate acestea, RMN nu și-a onorat acordul, și a interzis accesul pe teritoriul regiunii, oficialilor moldoveni.

## Conflictul
La 3 martie 2006, Ucraina a implementat decizia de a permite exportul mărfurilor originare din Transnistria, în Ucraina sau în tranzit, pe teritoriul acesteia, numai dacă acestea poartă ștampilele vamale moldovenești, precum, și că importurile cu destinația Transnistria (din sau prin Ucraina), pot intra pe teritoriul regiunii separatiste, numai prin punctele de control vamal ale Republicii Moldova, care sunt situate pe teritoriul controlat de autoritățile moldovene.
Moldova a anunțat că a creat condiții favorabile pentru înregistrarea întreprinderilor din Transnistria: o procedură de jumătate de oră pentru a înregistra o licență de export de șase luni; a acordat facilități fiscale și scutiri de taxe pentru companiile din Transnistria care se înregistrau ca moldovene. (Astfel de companii au obținut apoi dreptul la toate privilegiile comerciale de care companiile din Moldova se bucurau, Moldova fiind un membru al Organizației Mondiale a Comerțului). Autoritățile moldovene au petrecut o serie de conferințe comune cu firmele din Transnistria, iar autoritățile ucrainene și reprezentanții UE din decembrie până în februarie, au informat mediul de afaceri transnistrean despre procedurile de înregistrare în Moldova și introducerea documentelor vamale moldovenești pe sectorul de frontieră.
„Ministrul” transnistrean al Economiei, Elena Cernenko, a menționat atunci, că Transnistria pierde 2–2.500.000 $/zilnic din cauza reglementărilor stabilite din Ucraina. (PIB-ul transnistrean de atunci era de aproximativ 420 milioane dolari) Transnistria și unele autorități ruse au numit actul drept o „blocadă economică”, o încălcare a Memorandumului din 1997 de la Moscova, în partea cu privire la dreptul Transnistriei de a menține relații internaționale.
Potrivit datelor Ministerului moldovean al Reintegrării, în timpul celor două zile ulterioare impunerii reglementărilor la frontieră, diverse companii din Stînga Nistrului au reușit să importe aproape 1.400 de tone de carne de pui. Și de la începutul anului, Transnistria importaseră deja 12.600 de tone de produse alimentare (inclusiv 9.700 de tone de carne, 890 de tone de pește, peste o mie de tone de zahăr, 18 de tone de medicamente).
Statele Unite, Uniunea Europeană și OSCE au aprobat decizia părții ucrainene, în timp ce Rusia a recurs la o formă de presiune politică, și MAI-ul rus a emis o declarație în care se menționa: „Federația Rusă ca țară garant al populației [cetățeni ruși] ale căror interese sunt afectate în mod direct solicită revizuirea regimului vamal impus Transnistriei și începerea consultărilor imediate între toate părțile implicate în scopul de a lucra pe căi reciproc acceptabile pentru a rezolva problemele”.
Pentru întregul an 2006, „președintele” Transnistriei de atunci, Igor Smirnov a estimat pierderile economice ale Transnistriei la 420 milioane de dolari.

## Cronologie
- 3 martie 2006, Ucraina a început implementarea acordului cu Republica Moldova privind introducerea unui regim comercial legal la frontieră, invocând cerințele UE în cadrul Ucrainei, precum și Memorandumul Ucraina-Republica Moldova-UE din 2005 privind măsurile de combatere a activităților ilicite la frontiera comună.
- 4 martie, Tiraspolul s-a „răzbunat” blocând toate unitățile de transport ale Moldovei și Ucrainei la frontierele cu regiunea separatistă.
- 10 martie, Duma de Stat a reafirmat definirea anterioară a evenimentului ca fiind o „blocadă”, cerând reîntoarcerea la situația pre-martie și a avertizat că evenimentul ar putea duce la un „dezastru umanitar”. Anterior, Rusia promițând ajutor umanitar Transnistriei, ca răspuns la acest eveniment[7]. Nagorno-Karabah, un alt stat nerecunoscut, a fost blocat în mod similar de Azerbaidjan, Rusia l-a fel avertizând, de o posibilă catastrofă umanitară în zona respectivă[8].
- 16 martie, Valeri Lițkai, „ministrul” transnistreat al Afacerilor Externe, a refuzat să participe la negocierile de aplanare a situației din Odesa, declarând că va participa numai împreună cu partea rusă[9].
- 17 martie, Președintele Ucrainei, Viktor Iușcenko, l-a invitat personal pe liderul transnistrean, Igor Smirnov, pentru o întâlnire la Kiev. Smirnov a acceptat, în principiu, însă numai dacă Kievul este de acord de a suspenda regimul vamal, care a fost introdus pe 3 martie. În aceeași zi, Tiraspolul a avertizat cu privire la o posibilă suspendare a aprovizionării cu energie electrică a zonelor limitrofe din regiunea Odesa.[10]
- 18 martie, blocarea unităților ucrainene de transport de către transnistreni a fost ridicată, ca un semn de bună-credință.
- 22 martie, Moldova și-a rechemat ambasadorul din Rusia. Ca răspuns la remarcile ambasadorului rus Nikolai Riabov privind axarea „responsabilității primare” pe Moldova pentru conflict[11].

## Vezi și
- Embargoul rus asupra vinurilor din Republica Moldova și Georgia (2006)
- Referendumul din Transnistria, 2006
- Formatul 5+2

## Legăturiexterne
- Moldova–Transnistria: Eforturi comune pentru un viitor prosper. Procesul de negocieri[nefuncțională]
 Denis Matveev, Galina Șelari, Elena Bobkova, Bianca Cseke. Editura „Cu drag”, Chișinău 2009.